# بومهن
بومهن (بالفارسية: بومهن) هي مدينة تقع في إيران في طهران. يقدر عدد سكانها بـ 43,004 نسمة .